# 7202 Kigoshi
7202 Kigoshi este o planetă minoră (asteroid), cu un diametru de 9,924 km, din centura de asteroizi. A fost descoperită pe 19 februarie 1995 la Ojima⁠(d) de Tsuneo Niijima⁠(d) și a fost numită după Kunihiko Kigoshi⁠(d). 
Obiectul prezintă o orbită caracterizată de o semiaxă mare de 2,756269 UAi, o excentricitate de 0,24, o înclinație de 6,62257 ° în raport cu ecliptica.